# شبكة محطات الإذاعة التابعة للقوات الأمريكية في العراق
شبكة القوات الأمريكية في العراق (AFN Iraq) كان شبكة القوات الأمريكية من محطات إذاعية داخل العراق. عُرفت الشبكة باسم إذاعة الحرية، وكانت تبث الأخبار والمعلومات والبرامج الترفيهية، بما في ذلك موسيقى البوب المعاصرة للبالغين. وكانت مهمتها "الحفاظ على معنويات واستعداد القوات الأمريكية في العراق وتحسينها".
أول أغنية بُثت مباشرة على إيه إف إن كانت "فريدوم" للمغني بول مكارتني.[بحاجة لمصدر]

## أجهزة الإرسال FM
تشمل الشبكة مواقع أجهزة الإرسال التالية وقوتها، إذا كانت معروفة (حتى أكتوبر 2008):
- 93.3 ميغاهرتز
  - بغداد (قاعدة الاتحاد 3) — جهاز إرسال قيد الإنشاء
  - الفلوجة (معسكر بحرية)
  - قاعدة التقدم الجوية (TQ)
- 101.1 ميغاهرتز
  - تكريت (قاعدة سبايكر الجوية)
- 104.5 ميغاهرتز
  - بعقوبة (قاعدة وارهورس) — جهاز إرسال قيد الإنشاء
- 105.1 ميغاهرتز
  - الموصل (معسكر دايموندباك/قاعدة ماريز) — 1 كيلوواط
- 107.3 ميغاهرتز
  - قاعدة عين الأسد الجوية
  - بلد (منطقة دعم لوجستي أناكوندا) — 250 واط
  - الناصرية (قاعدة طليل الجوية) — 200 واط
  - قاعدة القيارة الجوية (Q-WEST) — 250 واط
  - الرمادي (قاعدة بلو دايموند)
  - سامراء (قاعدة بريسفيلد-مورا)
  - معسكر التاجي
  - تلعفر (قائمة القواعد العسكرية الأمريكية في العراق)
  - أم قصر (سجن بوكا)
- 107.7 ميغاهرتز
  - بغداد (مجمع قاعدة النصر) — 1 كيلوواط

## التاريخ
تولت كتيبة عمليات البث 222، وهي وحدة احتياط تابعة لجيش الولايات المتحدة من لوس أنجلوس، كاليفورنيا، السيطرة على إذاعة وتلفزيون إيه إف إن في أغسطس 2003.
تمت إحالة الكتيبة 222 إلى التقاعد وتسلّمت مهامها كتيبة عمليات البث 209 (الاحتياط) من روما، جورجيا، في أغسطس 2004.
في أغسطس 2005، تسلّمت كتيبة عمليات البث 206 (الاحتياط) من دالاس، تكساس، مهام الكتيبة 209.
في أغسطس 2006، تسلّمت كتيبة العمليات 356 (الاحتياط) من فورت ميد، ماريلاند، مهام الكتيبة 206.
في أغسطس 2007، تولت القوات الجوية الأمريكية إدارة إيه إف إن العراق حتى فبراير 2009.
في مارس 2009، عادت كتيبة عمليات البث 222 (الاحتياط) من لوس أنجلوس لتتولى إدارة المحطة. وفي مارس 2010، عادت كتيبة عمليات البث 209 (الاحتياط) من روما، جورجيا، لتتولى القيادة مرة أخرى.
في عام 2004، بيع في متاجر AAFES قميص عليه صورة مروحيات CH46 تحلق فوق قطيع من الجمال على قماش قطني أزرق ثقيل 100%، مكتوب عليه "More 'Raq, less Taq". كان منتجًا شائعًا في ذلك الوقت.

## التلفزيون
كان برنامج جورنال الحرية العراق يُنتَج من قبل فريق جمع الأخبار الإلكتروني (ENG) لشبكة القوات الأمريكية – العراق، خمس مرات في الأسبوع حتى عام 2009. وكان النشرة الإخبارية اليومية مدتها 10 دقائق تُنتَج من الاثنين إلى الجمعة وتُرسل عبر الأقمار الصناعية إلى قناة البنتاغون في واشنطن العاصمة. في البداية، كان البرنامج يُنتَج أسبوعيًا.
حاز البرنامج على المركزين الأول والثاني في جوائز كيث إل. وير للصحافة المرئية في 2005 كأفضل نشرة أخبار تلفزيونية للجيش أثناء إنتاجه من قبل كتيبة عمليات البث 206.
سافر الصحفيون عبر مسرح العمليات بأكمله دعمًا لبرنامج جورنال الحرية العراق، من الكويت إلى تركيا. وعلى الرغم من أنهم لم يُصنَّفوا كمراسلي كاميرا قتالية، فقد حصل بعض الصحفيين على وسام العمل القتالي لعملهم في شبكة القوات الأمريكية – العراق.[بحاجة لمصدر]
فريستايل العراق هو برنامج يُنتَج من قبل شبكة القوات الأمريكية – العراق. أنشأه أعضاء من كتيبة 222، وهو برنامج يسلط الضوء على أوقات فراغ الجنود. وقد حصل البرنامج على المركز الثاني في جوائز كيث إل. وير لعام 2010.
استعادت كتيبة 206 السيطرة على إيه إف إن العراق في ديسمبر 2010. وكانت آخر وحدة تدير المحطة الإذاعية والتلفزيونية. وفي 30 سبتمبر 2011، كان آخر يوم بث لإذاعة الحرية. وكانت آخر أغنية عُزفت هي "Courtesy of the Red, White, & Blue (The Angry American)" للمغني الريفي توبي كيث، وآخر صوت سُمع على المحطة كان عبارة بوركي بيغ الشهيرة: "بوركي بيغ!".

## وصلات خارجية
- الموقع الرسمي